# Piétrebais
Pour l’article homonyme, voir Piétrebais (ruisseau).

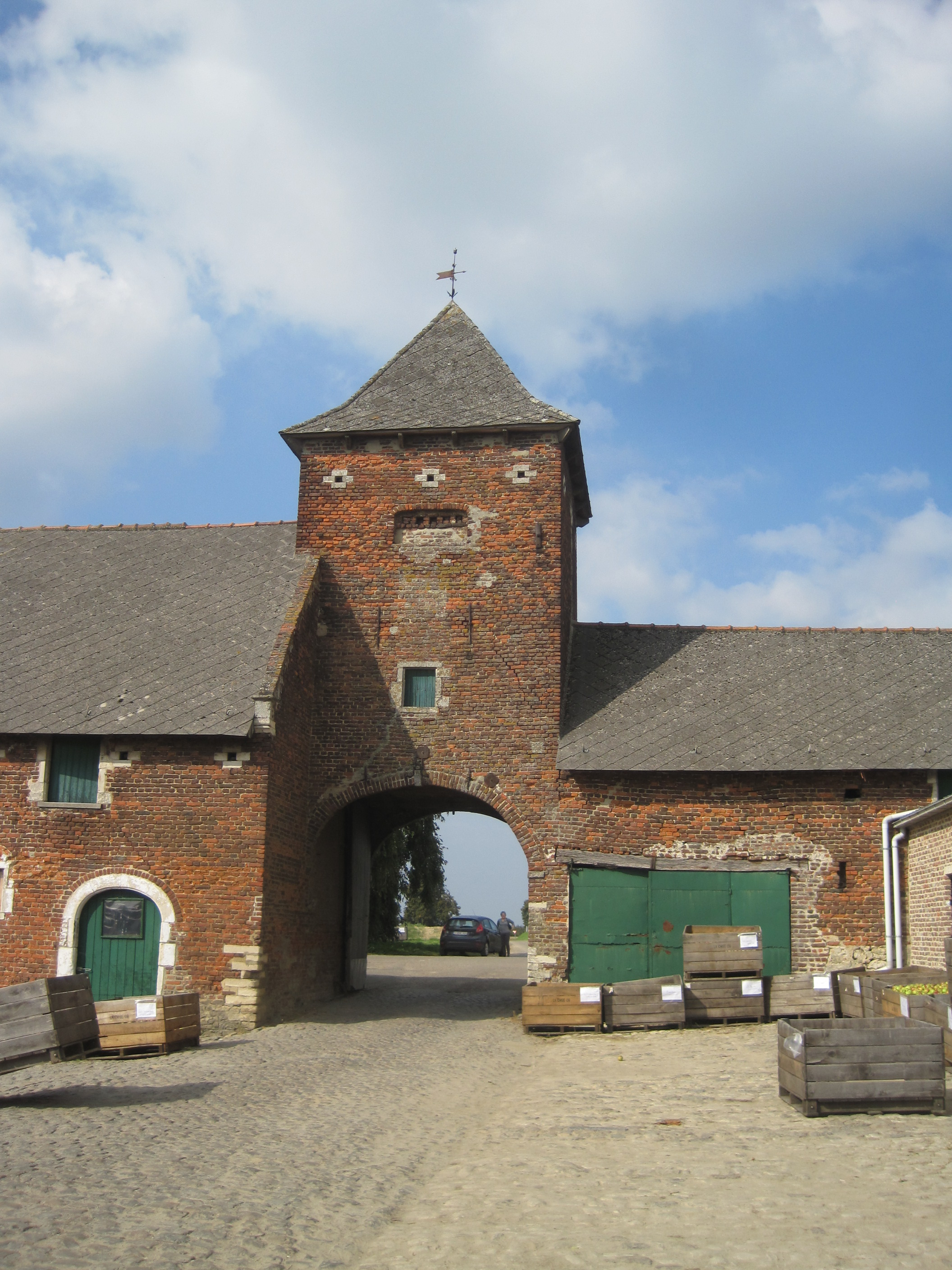
Ferme des Deux Chises à Pietrebais.

Piétrebais (en néerlandais: Neerbeek, en wallon: Pèt'bây) est une section de la commune belge d'Incourt située en Région wallonne dans la province du Brabant wallon.

## Toponymie
Certains historiens pensent que ces pierres de plusieurs mètres de haut ont pu donner leur nom au village, qui le tire lui-même du Piétrebais qui l'arrose [ -bais vient de *baki, en germanique, qui signifie 'ruisseau'. Cet élément se retrouve dans Opprebais, Nodebais... et sous la forme -beek dans Linkebeek..., ou encore becq dans Rebecq... ]. Piétrebais signifierait plutôt le 'ruisseau de Pierre [Pieter]'.

## Géographie
Le village a conservé sa forme rurale et possède un relief accidenté.

## Démographie
- Sources:INS, Rem:1831 jusqu'en 1970=recensements, 1976= nombre d'habitants au 31 décembre

## Patrimoine et culture

### Patrimoine architectural

#### Église Saint-Laurent
L’église Saint-Laurent, de style néoclassique, domine le village, mais Piétrebais a une autre église, l’église Saint-Denis (1872), anciennement la maison communale du village, jusqu'à la fusion des communes et l'intégration de l'entité à la commune d'Incourt. On peut y voir une statue de sainte Anne en bois polychrome du XVe siècle. Les autorités communales conseillent Piétrebais pour la promenade des Grosses Pierres. On peut voir au loin le Lion de Waterloo à 27 kilomètres.

#### Fermes
Quelques fermes méritent l'attention : la Ferme des deux Chises du XVIIIe siècle nommées comme telle en raison des inscriptions 1735 et 1785 sur les murs de ses deux granges. Plus loin se trouve la ferme proprement dite de la Chise qui, classée, date de 1735 et est entourée de vergers de pommes et poires.

#### Château de Piétrebais
Le château de Piétrebais se trouve sur le territoire de la commune voisine de Grez-Doiceau (Graven en néerlandais), à l'est de la ville de Wavre, dans la province du Brabant wallon en Wallonie en Belgique.
La date de construction du château de Piétrebais n'est pas connue. Toutefois, les comtes de Grez ont déjà été mentionnés au Xe siècle. Le site a pu avoir été fortifié à cette époque.
À partir du XIIe siècle, la région est dans les mains de la famille des Chevaliers de Grez, qui ont été aussi appelés les chevaliers de Piétrebais, d'après le nom du ruisseau qui passe à côté du château. Ces chevaliers ont tantôt été qualifiés d'hommes francs, tantôt décrits comme appartenant à la famille du duc de Brabant.
En 1376-1377 un seigneur Englebert de Grez acquiert la propriété « de la maison de Piétrebais, avec ses douves ... ». À la fin du XIVe siècle le château passa aux familles Rivieren et Baillet.
En 1450, le château passa à la famille d'Oultremont. Ils ont vendu le château dans la seconde moitié du XVIIe siècle à Lamoral van den Berghe. En 1678, son fils, Charles van den Berghe, a obtenu le droit de porter le blason de la famille Limminghe. Les armoiries des deux familles ornent la porte principale. Ces familles ont effectué plusieurs modifications importantes au château.
Vers l'an 1800, le château a été acquis par Charles de Looz-Corswarem, qui est devenu duc en 1816.
En 1864, le notaire Édouard Beauthier a acheté le château et l'a restauré. Ses descendants possèdent encore le château. Le complexe du château est maintenant divisée en deux logements de particuliers.
Le château possède un remarquable donjon médiéval, à côté de la tour de la porte. La propriété est privée et n'est donc pas accessible au public.